# Esther (film, 1986)
Pour les articles homonymes, voir Esther.
Pour plus de détails, voir Fiche technique et Distribution.

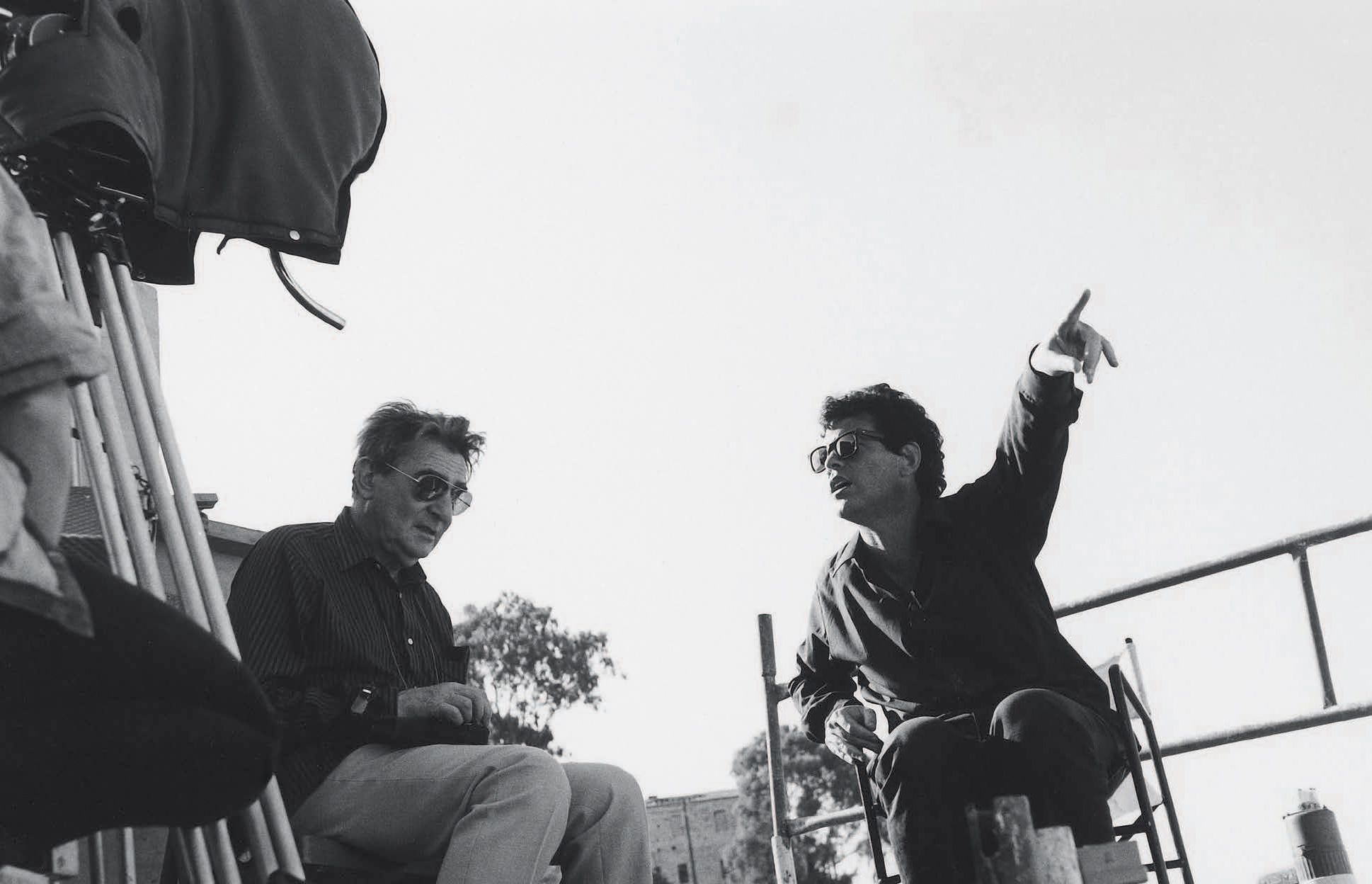
Tournage du film.

Esther (en hébreu : אסתר), est un film israélien réalisé par Amos Gitaï, sorti en 1986.

## Synopsis
Inspiré de l'histoire du personnage biblique : Esther.

## Fiche technique
- Titre : Esther
- Réalisation : Amos Gitaï
- Scénario : Amos Gitaï et Stephan Levine
- Pays d'origine : Israël
- Format : Couleurs - 35 mm
- Genre : Drame
- Durée : 97 minutes
- Date de sortie : 1986

## Distribution
- Simone Benyamini : Esther
- Mohammed Bakri : Mordecai
- Juliano Mer : Haman
- Zare Vartanian : Ahasverus
- David Cohen : Hagai
- Shmuel Wolf : Narrateur
- Sara Cohen : chanteur en hébreu
- Rim Bani : chanteur en arabe